# Кац, Михаил Леонидович
Миша Кац (полное имя Михаил Леонидович Кац; 5 декабря 1954, Ростов-на-Дону) — дирижер и виолончелист. Обладатель Золотой меноры «Бней-Брит», французской золотой медали за заслуги и преданность, медали пяти континентов ЮНЕСКО и золотой медали Всемирной лиги общественного благосостояния. Выпускник Ростовской Государственной консерватории им. С. В. Рахманинова.

## Биография
Миша Кац родился в Ростове-на-Дону в семье заслуженного артиста РСФСР Леонида Семеновича Каца, возглавлявшего филармонический симфонический оркестр города на протяжении нескольких десятилетий и Дины Ароновны Кац. Его отец хотел, чтобы сын был виолончелистом, а мать видела в нем пианиста. Он начал заниматься игрой на пианино у педагога Зинаиды Абрамовны Гриндеберг и проходил на занятия полгода. Затем несколько месяцев занимался игрой на скрипке, но в итоге пришел к игре на виолончели.
Начал играть на виолончели в 1959 году. В 1971 году стал студентом Московской консерватории, его преподавателем был Мстислав Ростропович. В 1972 году начал заниматься дирижированием, его учителем стал его отец. В 1973 году продолжил обучение игре на виолончели в Ростовской консерватории. Его руководителями были — профессора Яков Слободник и Александр Вольпов.
В 1976 году завоевал Гран-При на Всесоюзном конкурсе виолончелистов.
В 1980 окончил аспирантуру Московской Консерватории.
В 1982 году Миша - ученик американского дирижера и композитора Леонарда Бернстайна. В 1983 году переехал жить во Францию. Организовал фортепианное «Шостакович-трио». В 1994 году коллектив получил приглашение от компании «Sony Classical». В 1996 году был назначен постоянным дирижером Белорусского национального филармонического оркестра в Минске. С 1997 года начал выступать с оркестрами Америки ,Европы, и Латинской Америки с коллективами из Бельгии, Англии,  Франции, Израиля, Чехии, Словакии, Италии, Германии, Мальты, Хорватии, Сербии , России, ,Румынии  Испании, Австрии, Дании, Швеции, Испании.....
Швейцарии, Польши, Монако, Украины и других стран. В 1998 году работает постоянным дирижером камерного оркестра «Солисты России». В 2003 году избран главой Международного фестиваля имени Соломона Михоэлса во Франции. В 2005 году возглавил фестиваль мира под эгидой Жака Ширака ,Николя Саркози, Франсуа Олланда. С 2008 года работает главным приглашенным дирижером словацкого оркестра «Sinfonietta».
Друг дирижера, поэт и музыкант Игорь Хентов, заявлял, что Миша Кац — это мировой бренд, поэтому его называют именно Мишей Кацем, а не Михаилом Леонидовичем Кацем.
В 2005 году Миша Кац был награжден Золотой Менорой Международной организации Бней-Брит, в 2008 году он получил Французскую Золотую медаль за заслуги и преданность, в 2013 — медаль ЮНЕСКО «Пять континентов» и Золотую медаль Всемирной лиги общественного благосостояния. В 2014 году получил медаль имени Соломона Михоэлса.
26 октября 2017 года дирижировал оркестром в Большом зале Ростовской государственной филармонии — в этот день был организован концерт, посвященный памяти его отца, дирижера Леонида Каца.